# Лицинце
Лицинце (слч. Licince) насељено је мјесто са административним статусом сеоске општине (слч. obec) у округу Ревуца, у Банскобистричком крају, Словачка Република.

## Становништво
| Година:    | 1994. | 2004.    | 2014.    | 2024.   |
| ---------- | ----- | -------- | -------- | ------- |
| Број људи: | 535   | 686      | 756      | 793     |
| Разлика:   |       | +28,22 % | +10,20 % | +4,89 % |

| Година:    | 2023. | 2024.   |
| ---------- | ----- | ------- |
| Број људи: | 791   | 793     |
| Разлика:   |       | +0,25 % |

Према подацима о броју становника из 2011. године насеље је имало 711 становника.